# Henri Bedimo
Henri Bedimo, né le 4 juin 1984 à Douala, est un ancien footballeur international camerounais qui a évolué au poste de défenseur gauche.
Il commence sa carrière professionnelle au Toulouse FC en 2003 après avoir été formé au Grenoble Foot durant quatre saisons. Il passe ensuite par de nombreux clubs français comme le Havre AC, LB Châteauroux, le RC Lens, le Montpellier HSC, club avec lequel il obtient le titre de champion de France en 2012. À l'été 2013, il rejoint l'Olympique lyonnais avec lequel il est finaliste de la Coupe de la Ligue en 2014 et termine vice-champion de France à deux reprises en 2015 et 2016. Il achève sa carrière avec l'Olympique de Marseille en 2018.
Avec sa sélection, il participe à la CAN 2010, à la coupe du monde 2014 et à la CAN 2015.
Le 19 juin 2020, il prend sa retraite sportive.

## Biographie

### Débuts professionnels
Henri Bedimo quitte le Cameroun en 1999 pour intégrer le centre de formation du Grenoble Foot, où il évolue avec les équipes de jeunes jusqu'en 2003.
Il est recruté en 2003 par le Toulouse FC où il signe son premier contrat professionnel mais ne dispute son premier match que le 7 août 2004 contre le RC Lens après une saison sans jouer en équipe première. Il joue dix-sept rencontres lors de sa seconde saison dans la Haute-Garonne puis dix lors de la saison suivante.
En 2006, il signe au Havre AC et dispute vingt-trois matches de Ligue 2 mais ne reste qu'une saison avant d'être recruté par un autre club de deuxième division, La Berrichonne de Châteauroux où il s'impose comme titulaire durant la saison 2007-2008 et est approché par le Grenoble Foot en juillet 2008, mais les dirigeants parviennent à le conserver.

### Son éclosion en Ligue 1
Le 13 janvier 2010, il est transféré au RC Lens pour trois ans et demi, influencé dans son choix par le capitaine de la sélection camerounaise, Rigobert Song, présent dans le club entre 2002 et 2004. Il joue son premier match avec le club le 6 février contre Le Mans UC au Stade Félix-Bollaert en tant que titulaire, profitant de la blessure de Marco Ramos et étant à l'origine de l'ouverture du score de Kévin Monnet-Paquet, débordant latéralement et adressant un bon centre pour ses attaquants. Le 20 février, il marque son premier et dernier but sous ses nouvelles couleurs en tirant un pénalty face à Stéphane Ruffier.
Le 9 juin 2011 il signe dans le club du Montpellier Hérault Sport Club après la relégation du RC Lens en Ligue 2. Le 27 août 2011, lors de la quatrième journée du Championnat de France, il marque son premier but sous les couleurs montpelliéraines lors d'une défaite deux buts à un face à l'Olympique lyonnais. Il obtient, le 20 mai 2012, le titre de champion de France en étant l'un des piliers de la défense du club héraultais.
Le 1er août 2013, Henri Bedimo signe un contrat de trois ans avec l'Olympique lyonnais, le montant du transfert est de 2 millions d'euros. La première partie de la saison 2013-2014, avec l'OL, est pour lui une véritable réussite, son entraîneur et les journalistes, et même ses supporters, ne tarissent pas d'éloges sur lui. Il participe à cinquante et une rencontres et joue la finale de la coupe de la ligue, perdue face au Paris SG.
Lors de la saison suivante, il prend part à quarante rencontres et termine vice-champion de France avant de perdre sa place de titulaire au bénéfice de Jérémy Morel la saison suivante mais termine une seconde fois vice-champion de France.
Le 23 juin 2016 et alors qu'il est en fin de contrat, l'Olympique de Marseille officialise son arrivée au club. Il joue son premier match officiel sous ses nouvelles couleurs en étant titularisé lors de la première journée de Ligue 1 lors de la réception du Toulouse FC.
Du haut de ses 36 ans, et alors qu'il était sans club depuis son départ de l'Olympique de Marseille en 2018, Henri Bedimo annonce sa retraite. Il aura notamment disputé 52 rencontres avec la sélection camerounaise, en plus de 242 rencontres de Ligue 1 avec Toulouse, Lens, Montpellier, l'OL et l'OM.
En mai 2022, il est diplômé du certificat d'entraîneur attaquant et défenseur (CEAD), diplôme nouvellement créé et délivré par la FFF. Lors de la saison 2022-2023, il suit au CNF Clairefontaine la formation au DESJEPS mention football.

### Carrière internationale

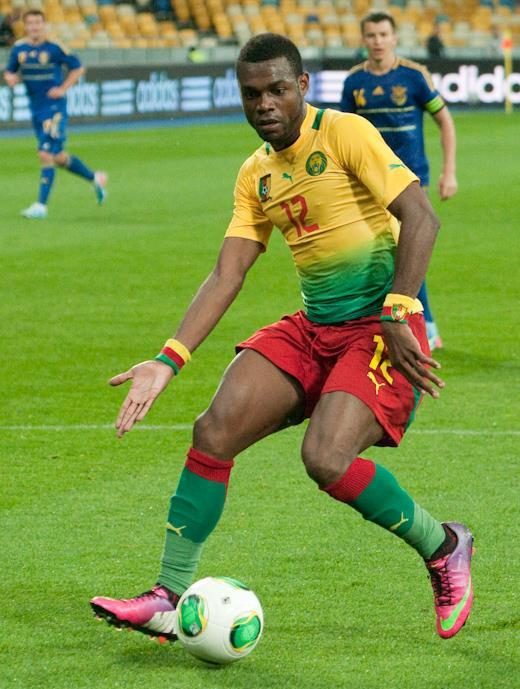
Henri Bedimo avec le Cameroun en 2013.

Appelé en 2009 pour jouer avec le Cameroun, il joue son premier match international le 10 octobre face au Togo. Il fait partie de la liste des vingt-trois joueurs qui disputent la coupe d'Afrique des nations 2010. Grâce à ses bonnes prestations avec le RC Lens, il dispute trois matchs lors de cette compétition, le premier le 13 janvier 2010 contre le Gabon, contre la Zambie ensuite et face à l'Égypte en quart de finale.
Il fait partie de la liste des 23 joueurs qui participe à la coupe du monde 2014 où ils sont éliminés dès le premier tour après trois défaites en autant de rencontres. Il ne joue pas les deux premières rencontres mais est titulaire lors du dernier match de poule contre le Brésil lors d'une défaite quatre buts à un.
Il fait de nouveau partie de la liste des 23 Camerounais participant à la CAN 2015. Il participe aux trois matchs avant d'être éliminé dès la phase de poule.

### Buts internationaux
| Buts internationaux de Henri Bedimo | Buts internationaux de Henri Bedimo | Buts internationaux de Henri Bedimo    | Buts internationaux de Henri Bedimo | Buts internationaux de Henri Bedimo | Buts internationaux de Henri Bedimo | Buts internationaux de Henri Bedimo | Buts internationaux de Henri Bedimo |
|                                     | Date                                | Lieu                                   | Adversaire                          | Score                               | Résultat                            | Compétition                         |                                     |
| ----------------------------------- | ----------------------------------- | -------------------------------------- | ----------------------------------- | ----------------------------------- | ----------------------------------- | ----------------------------------- | ----------------------------------- |
| 1.                                  | 9 juin 2015                         | Stade Charles Tondreau, Mons, Belgique | RD Congo                            | 1-1                                 | 1-1                                 | Match amical                        |                                     |

## Statistiques
| Saison                | Club                   | Championnat           | Championnat | Championnat | Championnat | Coupe nationale | Coupe nationale | Coupe nationale | Coupe de la Ligue | Coupe de la Ligue | Coupe de la Ligue | Supercoupe | Supercoupe | Supercoupe | Compétition(s) continentale(s) | Compétition(s) continentale(s) | Compétition(s) continentale(s) | Compétition(s) continentale(s) | Cameroun | Cameroun | Cameroun | Total | Total | Total |
| Saison                | Club                   | Division              | M.          | B.          | P.d.        | M.              | B.              | P.d.            | M.                | B.                | P.d.              | M.         | B.         | P.d.       | Comp.                          | M.                             | B.                             | P.d.                           | M.       | B.       | P.d.     | M.    | B.    | P.d.  |
| 2003-2004             | Toulouse FC            | Ligue 1               | -           | -           | -           | -               | -               | -               | -                 | -                 | -                 | -          | -          | -          | -                              | -                              | -                              | -                              | -        | -        | -        | 0     | 0     | 0     |
| 2004-2005             | Toulouse FC            | Ligue 1               | 15          | 0           | 0           | 1               | 0               | 0               | 1                 | 0                 | 0                 | -          | -          | -          | -                              | -                              | -                              | -                              | -        | -        | -        | 17    | 0     | 0     |
| 2005-2006             | Toulouse FC            | Ligue 1               | 8           | 0           | 0           | 1               | 0               | 0               | 1                 | 0                 | 0                 | -          | -          | -          | -                              | -                              | -                              | -                              | -        | -        | -        | 10    | 0     | 0     |
| Sous-total            | Sous-total             | Sous-total            | 23          | 0           | 0           | 2               | 0               | 0               | 2                 | 0                 | 0                 | -          | -          | -          | -                              | -                              | -                              | -                              | -        | -        | -        | 27    | 0     | 0     |
| 2007-2008             | LB Châteauroux         | Ligue 2               | 36          | 2           | 0           | 2               | 0               | 0               | -                 | -                 | -                 | -          | -          | -          | -                              | -                              | -                              | -                              | -        | -        | -        | 38    | 2     | 0     |
| 2008-2009             | LB Châteauroux         | Ligue 2               | 20          | 1           | 0           | 3               | 0               | 0               | 2                 | 0                 | 0                 | -          | -          | -          | -                              | -                              | -                              | -                              | -        | -        | -        | 25    | 1     | 0     |
| 2009-2010             | LB Châteauroux         | Ligue 2               | 19          | 1           | 1           | -               | -               | -               | 1                 | 0                 | 0                 | -          | -          | -          | -                              | -                              | -                              | -                              | 3        | 0        | 0        | 23    | 1     | 1     |
| Sous-total            | Sous-total             | Sous-total            | 75          | 4           | 1           | 5               | 0               | 0               | 3                 | 0                 | 0                 | -          | -          | -          | -                              | -                              | -                              | -                              | 3        | 0        | 0        | 86    | 4     | 1     |
| 2009-2010             | RC Lens                | Ligue 1               | 15          | 1           | 1           | 4               | 0               | 0               | -                 | -                 | -                 | -          | -          | -          | -                              | -                              | -                              | -                              | 3        | 0        | 0        | 22    | 1     | 1     |
| 2010-2011             | RC Lens                | Ligue 1               | 35          | 0           | 4           | 1               | 0               | 0               | 1                 | 0                 | 0                 | -          | -          | -          | -                              | -                              | -                              | -                              | 7        | 0        | 0        | 44    | 0     | 4     |
| Sous-total            | Sous-total             | Sous-total            | 50          | 1           | 5           | 5               | 0               | 0               | 1                 | 0                 | 0                 | -          | -          | -          | -                              | -                              | -                              | -                              | 10       | 0        | 0        | 66    | 1     | 5     |
| 2011-2012             | Montpellier HSC        | Ligue 1               | 36          | 1           | 1           | 4               | 0               | 0               | 1                 | 0                 | 0                 | -          | -          | -          | -                              | -                              | -                              | -                              | 8        | 0        | 0        | 49    | 1     | 1     |
| 2012-2013             | Montpellier HSC        | Ligue 1               | 32          | 0           | 2           | 2               | 0               | 0               | 2                 | 0                 | 0                 | 1          | 0          | 0          | C1                             | 5                              | 0                              | 0                              | 6        | 0        | 0        | 48    | 0     | 2     |
| Sous-total            | Sous-total             | Sous-total            | 68          | 1           | 3           | 6               | 0               | 0               | 3                 | 0                 | 0                 | 1          | 0          | 0          | -                              | 5                              | 0                              | 0                              | 14       | 0        | 0        | 97    | 1     | 3     |
| 2013-2014             | Olympique lyonnais     | Ligue 1               | 36          | 1           | 8           | 3               | 0               | 0               | 4                 | 0                 | 0                 | -          | -          | -          | C1+C3                          | 2+6                            | 0                              | 0                              | 5        | 0        | 0        | 56    | 1     | 8     |
| 2014-2015             | Olympique lyonnais     | Ligue 1               | 27          | 0           | 4           | -               | -               | -               | 1                 | 0                 | 0                 | -          | -          | -          | C3                             | 2                              | 0                              | 0                              | 13       | 1        | 1        | 43    | 1     | 5     |
| 2015-2016             | Olympique lyonnais     | Ligue 1               | 18          | 0           | 0           | -               | -               | -               | -                 | -                 | -                 | 1          | 0          | 0          | C1                             | 3                              | 0                              | 0                              | 7        | 0        | 0        | 29    | 0     | 0     |
| Sous-total            | Sous-total             | Sous-total            | 81          | 1           | 12          | 3               | 0               | 0               | 5                 | 0                 | 0                 | 1          | 0          | 0          | -                              | 13                             | 0                              | 0                              | 25       | 1        | 1        | 128   | 2     | 13    |
| 2016-2017             | Olympique de Marseille | Ligue 1               | 16          | 0           | 0           | 1               | 0               | 0               | 1                 | 0                 | 0                 | -          | -          | -          | -                              | -                              | -                              | -                              | -        | -        | -        | 18    | 0     | 0     |
| 2017-2018             | Olympique de Marseille | Ligue 1               | 3           | 0           | 0           | 2               | 0               | 0               | -                 | -                 | -                 | -          | -          | -          | C3                             | -                              | -                              | -                              | -        | -        | -        | 5     | 0     | 0     |
| Sous-total            | Sous-total             | Sous-total            | 19          | 0           | 0           | 3               | 0               | 0               | 1                 | 0                 | 0                 | -          | -          | -          | -                              | -                              | -                              | -                              | -        | -        | -        | 23    | 0     | 0     |
| Total sur la carrière | Total sur la carrière  | Total sur la carrière | 339         | 7           | 21          | 25              | 0               | 0               | 16                | 0                 | 0                 | 2          | 0          | 0          | -                              | 18                             | 0                              | 0                              | 52       | 1        | 1        | 452   | 8     | 22    |

## Palmarès

### En club

#### Montpellier HSC
- Champion de France en 2012.

#### Olympique lyonnais
- Vice-champion de France en 2015
- Vice-champion de France en 2016
- Finaliste de la Coupe de la Ligue en 2014.

## Distinctions personnelles
- Nommé dans l'équipe type de la Ligue 1 en 2012 aux Trophées UNFP.